# Hopeless
Pour plus de détails, voir Fiche technique et Distribution.
Hopeless (hangeul : 화란 ; RR : Hwaran ; litt. « Hollande ») est un film sud-coréen réalisé par Kim Chang-hoon, sorti en 2023. Il s'agit du premier long métrage du réalisateur.
Il est sélectionné hors compétition dans la catégorie « Un certain regard » au festival de Cannes 2023.

## Synopsis
Yeon-gyu, lycéen de 17 ans au comportement instable, frappe un camarade de classe qui a agressé sa demi-sœur, Ha-yan. En retour il est tabassé par une bande, sans parler du père de Ha-yan qui le bat régulièrement. Renvoyé par le cuisinier pour qui il faisait des livraisons, il finit par rejoindre un gang local, spécialisé dans les vols de motos et les prêts illégaux, dirigé par Chi-geon. Il y trouve plus ou moins sa place, gagnant la confiance de Chi-geon, qui a lui-même connu une enfance difficile et un père indifférent. Yeon-gyu prend ainsi quelques initiatives pour réduire au silence un opposant politique du candidat à la députation soutenu par la mafia.
Toutefois, forcé d'abattre ce candidat à la députation, qui a renoncé à sa carrière sans avoir reçu l'aval de la mafia, Yeon-gyu le vit mal et finit par affronter Chi-geon, tuant même celui-ci. Revenant à la maison, il trouve sa mère presque inconsciente à cause des coups de son père adoptif. Il s'enfuit à moto avec Ha-yan.

## Fiche technique
Sauf indication contraire ou complémentaire, les informations mentionnées dans cette section peuvent être confirmées par la base de données de KMDb
- Titre original : 화란
- Titre international et français : Hopeless
- Réalisation et scénario : Kim Chang-hoon
- Musique : Kang Ne-ne[1]
- Décors : Lee Chae-young et Park Il-hyoon[1]
- Costumes : Cho Sang-kyoong et Shin Hye-jeong[1]
- Photographie : Lee Jae-woo[1]
- Son : Song Seung-hyoon[1]
- Montage : Kim Sang-bum[1]
- Production : Han Jae-dook[1]
- Production déléguée : Hong Jeong-in[1]
- Coproduction : Hwang Ki-yong et Hong Jeong-in[1]
- Sociétés de production : Sanai Pictures ; HighZium Studio et Plus M Entertainment (coproductions)[1]
- Sociétés de distribution : Megabox Plus M[1] (Corée du Sud) ; Bac Films (France)
- Pays de production :  Corée du Sud
- Langue originale : coréen
- Format : couleur
- Genre : drame, thriller et néo-noir[4]
- Durée : 124 minutes
- Dates de sortie[5] :
  - France : 24 mai 2023 (festival de Cannes) ; 17 avril 2024 (sortie nationale)[6]
  - Corée du Sud : 11 octobre 2023

## Distribution
- Hong Xa-bin : Yeon-gyu
- Kim Hyung-seo : Ha-yan
- Song Joong-ki : Chi-geon
- Jeong Jae-kwang (en) : Seung-moo, bras droit de Chi-geon
- Kim Jong-soo (en) : Joong-beom, le patron de l'organisation mafieuse
- Yoo Sung-joo : Jeong-deok, le beau-père de Yeon-gyu
- Park Bo-kyung (en) : Mo-kyung, la mère de Yeon-gyu
- Jung Man-sik (en) : le patron du restaurant
- Park Soo-young : Lee Hyeon-nam, le politicien

## Production

### Développement
En 2016, Kim Chang-hoon commence à écrire le scénario, mais ignore quel genre d'histoire veut-il écrire : « Je l'ai écrit après avoir ressenti un tel cœur, et l'ai pu finir au bout de quatre mois. », raconte-il à l'hôtel Gray d'Albion, à la veille de la projection de son film. Un sujet sombre parce qu'il a remarqué, dans son pays natal, « des violences physiques et psychiques cachées dans la société. Et ces violences peuvent avoir une réelle influence sur la vie d’une personne. ».

### Attribution des rôles
|  |

En juin 2022, Song Joong-ki confirme son apparition dans le film à faible budget. Annoncé par l'agence Hijium Studio, le 30 septembre, cet acteur y jouera, Chi-geon, bénévolement, c'est-à-dire « sans aucune garantie ». En septembre, la chanteuse Kim Hyung-seo, connue sous le nom de scène Bibi (비비), participe au film, dans le rôle de Ha-yan, aux côtés de l'acteur débutant Hong Xa-bin qui y interprètera son frère Yeon-gyu.
Lors d'un entretien, à propos du choix des deux acteurs, le réalisateur explique que « c’est Song Joong-ki qui m’a contacté après avoir lu mon scénario, en me proposant de jouer le rôle de Chi-Geon. Ce qui a été le point de départ du film. Et pour le rôle de Yeon-Gyu, quand j’ai vu la photo d’Hong Xa-Bin, j’ai ressenti une atmosphère particulière et j’ai donc demandé tout de suite à le rencontrer. La rencontre a duré quatre heures et c’est ce même jour que j’ai eu la certitude que c’est lui qui devait jouer Yeon-Gyu. ».

### Tournage
Le tournage commence le 13 septembre 2022 à Gwangmyeong, dans la province du Gyeonggi. Il s'achève le 12 décembre, à Paju (Gyeonggi).

## Accueil

### Festival et sorties
Le 13 avril 2023, le film est mentionné hors compétition dans la catégorie « Un certain regard », au festival de Cannes où il projette le 24 mai prochain à la salle Debussy du Palais de Cannes. Il sort le 11 octobre 2023 aux Corée du Sud, accueillant 60 868 spectateurs dans 976 salles de cinéma au premier jour.
En France, il sera distribué par Bac Films à partir du 17 avril 2024 dans les salles obscures.

### Critiques
Pendant le festival de Cannes, Sylvestre Picard du Première prévient que le film est « un drame coréen ultra noir » et « trop long », mais « tout à fait honnête ». Olivier Delcroix du Figaro déclare que « la Corée a trouvé ses Affranchis » et, « avec les gangsters de Scorsese, Coppola ou Brian De Palma, on avait tout vu. On est loin du compte. Hopeless fournit aux amateurs de polars sanglants une saveur nouvelle, viscérale, crasseuse, presque organique. Même s'il aurait gagné à être raccourci, le film présenté s'apparente à un uppercut. Certaines séquences de bagarres sont à couper le souffle. ».
En France, le site Allociné propose une moyenne de 3,1⁄5, d'après l'interprétation de 16 critiques de presse.

## Distinctions

### Récompense
- Blue Dragon Film Awards 2023 : meilleur acteur débutant pour Hong Xa-bin[22]

### Nominations et sélection
- Blue Dragon Film Awards 2023[23] :
  - Meilleur réalisateur débutant pour Kim Chang-hoon
  - Meilleure actrice débutante pour Kim Hyeong-seo
  - Meilleur acteur dans un second rôle pour Song Joong-ki
- Festival de Cannes 2023 : section « Un certain regard », hors compétition[14]